# Mayo-Louti
Ne doit pas être confondu avec Mayo Louti.
Le Mayo-Louti est un département du Cameroun situé dans la région du Nord. Son chef-lieu est Guider.
Maayo signifie « cours d'eau » en peul du Cameroun.

## Arrondissements et Communes
Le département est découpé en 3 arrondissements et/ou communes :
- Figuil
- Guider
- Mayo-Oulo